# Storm Before Calm
Storm Before Calm – czwarty album studyjny irlandzkiego zespołu black metalowego Primordial. Wydawnictwo ukazało się 24 czerwca 2002 roku nakładem wytwórni muzycznej Hammerheart Records.

## Lista utworów
Opracowano na podstawie materiału źródłowego.
1. „The Heretics Age” (sł. A.A. Nemtheanga, muz. Ciarán MacUilliam) – 06:17
2. „Fallen to Ruin” (sł. A.A. Nemtheanga, muz. Ciarán MacUilliam) – 09:29
3. „Cast to the Pyre” (sł. A.A. Nemtheanga, muz. Ciarán MacUilliam) – 07:06
4. „What Sleeps Within” (sł. A.A. Nemtheanga, muz. Ciarán MacUilliam) – 04:57
5. „Suns First Rays” (muz. Ciarán MacUilliam) – 03:12 (utwór instrumentalny)
6. „Sons of the Morrigan” (sł. A.A. Nemtheanga, muz. Ciarán MacUilliam, Pól MacAmlaigh) – 08:09
7. „Hosting of the Sidhe” (sł. William Butler Yeats, muz. Ciarán MacUilliam) – 07:06